# Aeròdrom de la Cerdanya

L'Aeròdrom de la Cerdanya és a la comarca de la Cerdanya, a 9 quilòmetres al sud-oest de Puigcerdà, entre els municipis de Das i Fontanals de Cerdanya. El seu codi i classificació OACI és LECD i 2C respectivament. Es tracta d'un aeròdrom de nivell III (aviació esportiva) en règim de cotitularitat entre el Consell Comarcal de la Cerdanya i la Generalitat de Catalunya. Els principals operadors són l'Aero Club Barcelona-Sabadell, Heliswiss i Globus Pirineus.

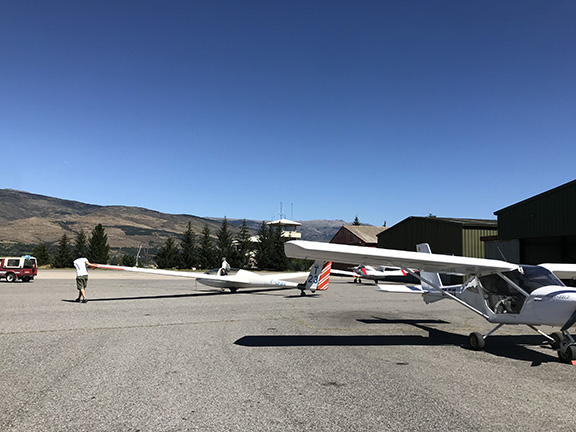
Una avioneta i un planejador a l'aeròdrom de Cerdanya.

És un aeròdrom on es practica el vol a vela, si bé també es presten serveis com són vols per a la fumigació de boscos, de fotografia aèria i vols publicitaris
Entre el 2004 i el 2009 la Generalitat ha efectuat diverses inversions en el marc del Pla Director de l'Aeròdrom de la Cerdanya que han permès ampliar l'àrea d'estacionaments i hangars, incorporar una estació meteorològica automàtica a la terminal i construir una estació de subministrament de combustible.

## Característiques
La superfície del sistema aeroportuari és de 66,79 ha. Disposa d'una pista de denominació 07-25 que té 1.150 metres de llargada i 23 d'amplada, i una pista auxiliar d'herba de 800 m de longitud i 40 d'amplada no operativa. La pista principal està asfaltada i té senyalització horitzontal i radiobalisa NDR. Disposa també d'un carrer de rodada que connecta la pista amb la plataforma d'estacionament d'aeronaus de 7.000 m². Així mateix disposa d'una petita terminal aeroportuària per acollir passatgers, amb un bar i un restaurant anomenat "Restaurant-Sidreria Urvati".
L'aeròdrom està dotat d'una helipista amb una pista rectangular de 20 m de costat en l'àrea de contacte i 40 m en aproximació. La seva gestió recau en una UTE anomenada Gestió Aeronàutica Ceretana, S.L., formada per l'Aero Club Barcelona-Sabadell i CAT Helicòpters. Forma part de la xarxa bàsica d'heliports de Catalunya del DPTOP d'ús públic en la conurbació dels Pirineus conjuntament amb els heliports de Vielha, Trívia, Tremp i l'Aeroport de la Seu d'Urgell.

## Història
L'any 1937 ja s'hi havia construït, al municipi de Bolvir (La Corona), un petit aeròdrom per a vols esportius després d'aplanar un petit turó a la solana. Aquest aeròdrom es va usar molt poc; eren els darrers temps de la República. Durant la Guerra Civil espanyola es va voler destinar a activitats militars, sense que s'arribés a tal fi. Segons un document del 3 de desembre de 1937, de la 2a Brigada de l'Aire de l'Exèrcit espanyol, titulat "Aeródromos enemigos en Cataluña" se cita l'aeròdrom afegint que no s'hi detecta activitat. En un altre document del mateix arxiu, de data 26 de novembre del 37, es dona notícia d'un aeròdrom clandestí a la regió francesa de Puimorens, on es detecten 7 avions republicans de caça que feien missions contra territori controlat per les tropes comanades pel general Franco.
A començaments de la dècada de 1970 la idea de crear un aeroclub i tenir un aeròdrom esportiu en activitat a la Cerdanya va prendre forma. El 5 de gener de l'any 1973 la Subsecretaria d'Aviació Civil del Ministeri de l'Aire autoritzà el funcionament del camp d'aviació de la Cerdanya com a aeròdrom privat i s'acordava que fos inaugurat per Setmana Santa.